# Alsodeiopsis
Alsodeiopsis, biljni rod grmova i manjeg drveća iz porodice Icacinaceae, dio reda Icacinales. Postoji osam vrsta koje su rasprostranjene po tropskoj Africi.

## Vrste
1. Alsodeiopsis chippii Hutch.
2. Alsodeiopsis mannii Oliv.
3. Alsodeiopsis poggei Engl.
4. Alsodeiopsis rowlandii Engl.
5. Alsodeiopsis schumannii (Engl.) Engl.
6. Alsodeiopsis staudtii Engl.
7. Alsodeiopsis tessmannii Engl.
8. Alsodeiopsis zenkeri Engl.